# Попроч (округ Кошиці-околиця)
Попроч (словац. Poproč, угор. Jászómindszent) — село, громада в окрузі Кошиці-околиця, Кошицький край, Словаччина. Кадастрова площа громади — 26,41 км². Населення — 2740 осіб (за оцінкою на 31 грудня 2017 р.).

## Історія
Перші згадки про село датуються 1255 роком — утворено шляхом об'єднання 3-х сіл.

## Географія
Протікає річка Ольшава.

## Населення
| Рік:            | 1994. | 2004.   | 2014.   | 2024.   |
| --------------- | ----- | ------- | ------- | ------- |
| Кількість осіб: | 2831  | 2811    | 2774    | 2647    |
| Різниця:        |       | -0,70 % | -1,31 % | -4,57 % |

| Рік:            | 2023. | 2024.   |
| --------------- | ----- | ------- |
| Кількість осіб: | 2651  | 2647    |
| Різниця:        |       | -0,15 % |